# Lewitacja (chrześcijaństwo)

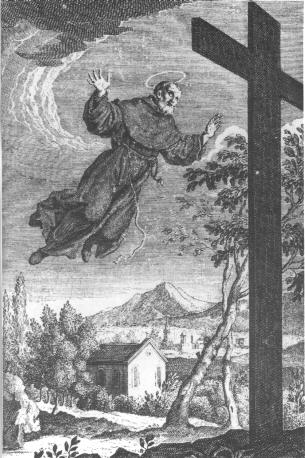
Lewitujący św. Józef z Kupertynu

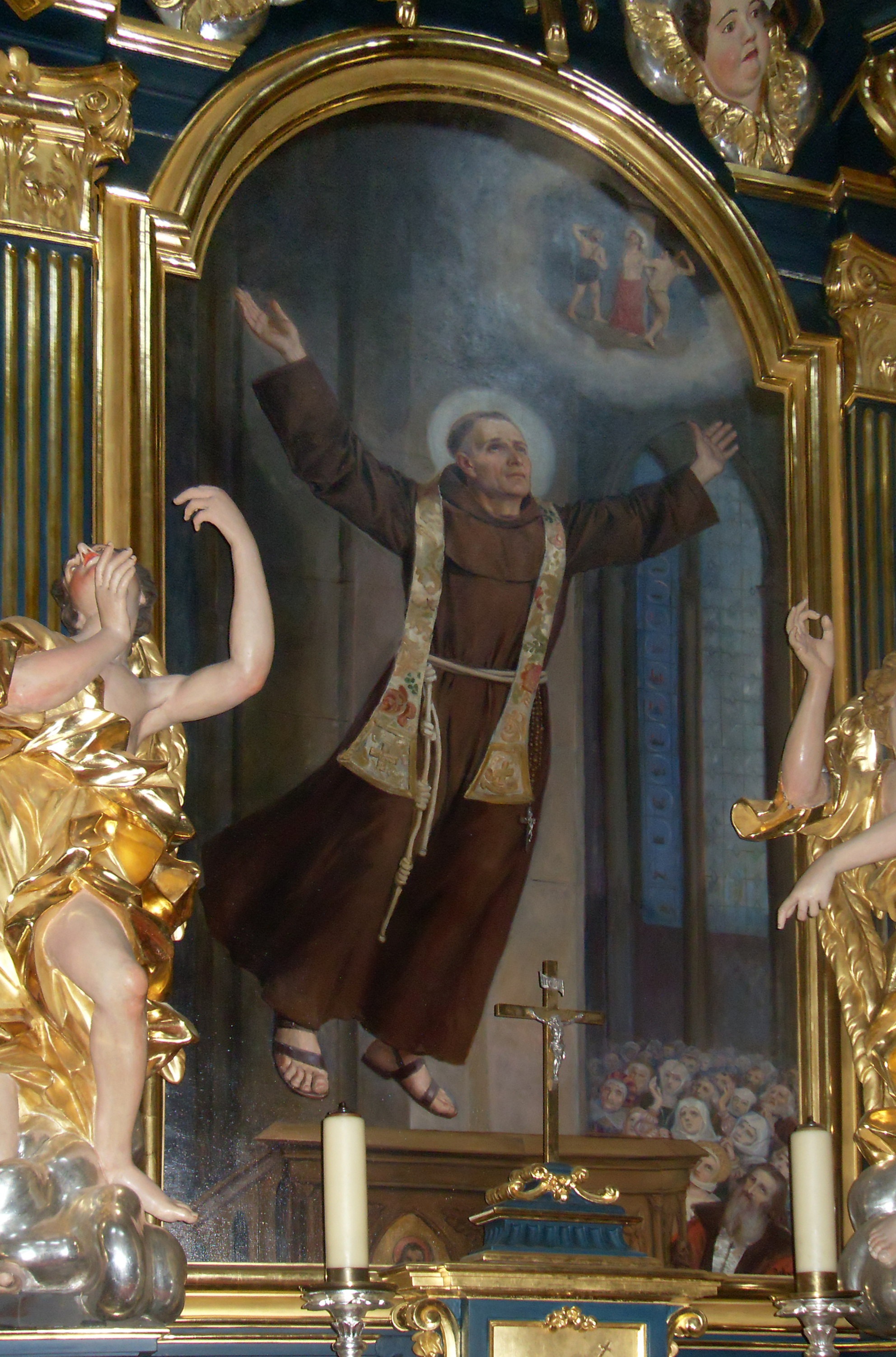
Bł. Władysław z Gielniowa lewitujący nad kazalnicą. Ołtarz z krakowskiego kościoła oo. Bernardynów na Stradomiu

Lewitacja w chrześcijaństwie – lewitacja czyli unoszenie się nad ziemią wbrew prawom fizyki, uznawana za dar charyzmatyczny, należący nazywany też łaskami mistycznymi

## Znaczenie
Lewitacja, jako łaska mistyczna, jest zapowiedzią, antycypacją zmartwychwstania ciał, w myśl słów św. Pawła:

Podobnie rzecz się ma ze zmartwychwstaniem. Zasiewa się zniszczalne – powstaje zaś niezniszczalne; sieje się niechwalebne – powstaje chwalebne; sieje się słabe – powstaje mocne; zasiewa się ciało zmysłowe – powstaje ciało duchowe. Jeżeli jest ciało ziemskie powstanie też ciało niebieskie (1 Kor 15,42-44)

Lewitację w postaci chodzenia po wodzie opisują Ewangelie. Dokonywał tego zarówno Jezus Chrystus, jak i jego uczeń Piotr Apostoł, mocą wiary w Jezusa:

/Jezus/ zaraz też przynaglił uczniów, żeby wsiedli do łodzi i wyprzedzili Go na drugi brzeg, zanim odprawi tłumy. Gdy to uczynił, wyszedł sam jeden na górę, aby się modlić. Wieczór zapadł, a On sam tam przebywał. Łódź zaś była już sporo stadiów oddalona od brzegu, miotana falami, bo wiatr był przeciwny. Lecz o czwartej straży nocnej przyszedł do nich, krocząc po jeziorze. Uczniowie, zobaczywszy Go kroczącego po jeziorze, zlękli się myśląc, że to zjawa, i ze strachu krzyknęli. Jezus zaraz przemówił do nich: Odwagi! Ja jestem, nie bójcie się! Na to odezwał się Piotr: Panie, jeśli to Ty jesteś, każ mi przyjść do siebie po wodzie! A On rzekł: Przyjdź! Piotr wyszedł z łodzi, i krocząc po wodzie, przyszedł do Jezusa. Lecz na widok silnego wiatru uląkł się i gdy zaczął tonąć, krzyknął: Panie, ratuj mnie! Jezus natychmiast wyciągnął rękę i chwycił go, mówiąc: Czemu zwątpiłeś, małej wiary? Gdy wsiedli do łodzi, wiatr się uciszył (Mt 14,22-33).

W teologii katolickiej uznaje się lewitację za jeden z darów charyzmatycznych i odróżnia się to doświadczenie od lewitacji należącej do zjawisk paranormalnych, uznawanych za ezoteryczne.

## W życiu świętych
Umiejętność lewitacji rzekomo obserwowano w życiu niektórych mistyków katolickich, np. św. Józefa z Kupertynu (1603–1663). Ten włoski franciszkanin często doznawał lewitacji, w czasie których trwał zawieszony w powietrzu. Z tego powodu zabroniono mu chodzenia do chóru zakonnego na modlitwy, jak również brania udziału w procesjach i uroczystościach kościelnych. Urządzono mu małą kaplicę w celi klasztornej, by nie pojawiał się publicznie i nie budził sensacji wśród wiernych.
W tradycji polskiej, przekazywany jest cud św. Jacka Odrowąża przeprawy przez Dniepr na płaszczu, który faktycznie też był lewitacją.
Znaną z lewitacji była również bł. Miriam od Jezusa Ukrzyżowanego, arabska karmelitanka z pocz. XX wieku.
Widywano także lewitującą podczas modlitwy św. Teresę z Ávili. Siostry zakonne przytrzymywały ją podczas nabożeństw, aby nie wzbudzała sensacji wśród wiernych.